# Visuia, Bistrița-Năsăud

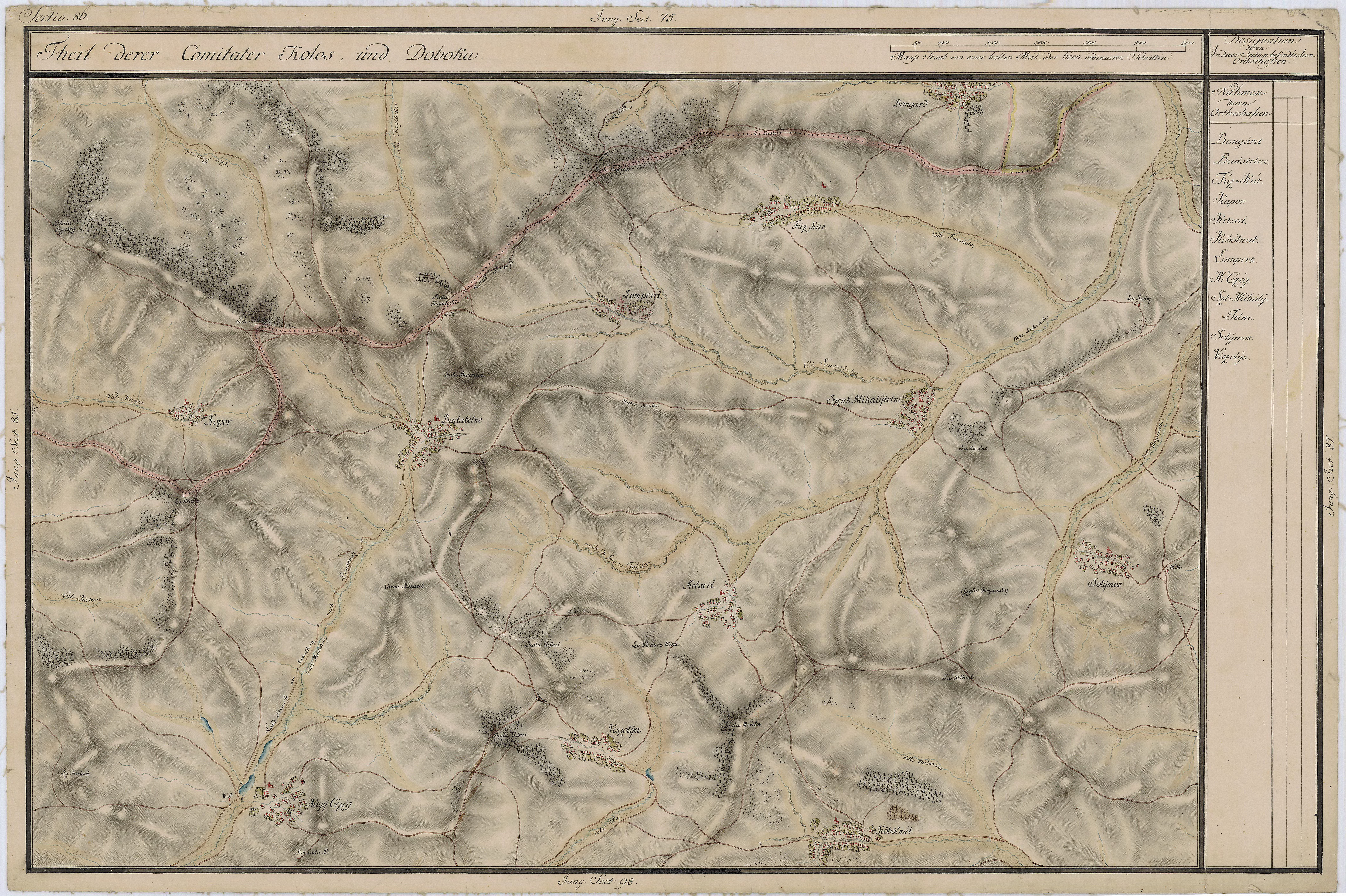
Visuia pe Harta Iosefină a Transilvaniei, 1769-73

Visuia este un sat în comuna Miceștii de Câmpie din județul Bistrița-Năsăud, Transilvania, România.

## Caracteristici geografice
Satul Visuia, component al comunei Miceștii de Câmpie, județul Bistrița-Năsăud, este situat în partea de sud a județului. Se spune că zona este de câmpie, însă dacă ai aduce pe cineva din Bărăgan sau alte câmpii ale țării nu i-ar veni să creadă că și aceasta este o câmpie. Satul este situat între dealuri, ca într-o căldare.
Până la 30 august 1940, satul Visuia era parte a județului Cluj și se găsea la extremitatea răsăriteană a acestuia, la o distanță de 70KM de Cluj. După cedarea Transilvaniei de Nord, Visuia a rămas a României și împreună cu alte comune a trecut la județul Turda, care s-a și numit Cluj-Turda, orașul cel mai însemnat devenind acum Turda, la o distanță de 60KM. Satul, care până la cedarea Transilvaniei de Nord se afla în inima Ardealului, a devenit sat de graniță, fiind tăiat de linia demarcațională pe la nord, rămânând o parte din hotar și unele case, sub stăpânire maghiară. Satul a devenit teritoriu al județului Bistrița-Năsăud după împărțirea administrativ teritorială din anul 1968.

## Populație
Din recensământul din anul 2002, date furnizate de Direcția Județeană de Statistică Bistrița-Năsăud, rezultă următoarele:
- Populația totală: 489
  - Masculin: 250
  - Feminin: 239
- Structura pe grupe de vârste:
  - 0-19 ani: 111
  - 20-59 ani: 215
  - 60 de ani și peste: 163
- Structura etnică:
  - români: 484
  - alte etnii: 5

## Atestarea documentară
Prima atestare documentară a satului Visuia este la data de 10 aprilie 1329. Acest sat a aparținut regelui Ungariei Carol Robert de Anjou, iar acesta a făcut schimb de moșii cu magistrul Ștefan zis Pugan, fiul lui Bechent, confirmat de capitelul din Alba Iulia. În acest document, satul Visuia purta numele de WYZULIATELEKE (din File de Istorie, elaborată de Muzeul de Istorie și Arheologie din Bistrița).   
În 1 decembrie 1599, Mihai Viteazul dă mai multe sate, după luptele de la Șelimbăr, lui Moise Sekely, ca semn de recunoștință pentru ajutorul acordat de acesta împotriva 
lui Andrei Batory, după cum se arată: Mihai Viteazul, voievodul Țării Românești donează lui Moise Sekely, consilierul său pentru serviciile sale de arme credincioase[...] Visuia, 
Silivaș, Chibulcult (Fântânița), Uilac (Delureni), din Comitatul Clujului, cu toate ce țin de ele. (Arhivele Satului Cluj; Fondul Kemeny 11765 din 1 decembrie 1599 Alba Iulia) 
Satul, în decursul timpului, a avut următoarele denumiri:
- 1329 TERA WYZULYA, WYZULIATELEKE
- 1360 WYZULA
- 1465 WEZELEYA
- 1470 WYZZELELYA, VYSULA
- 1506 WYZEWLYA
- 1515 WYZOLYA
- 1587-1589 VYZOLYA
- 1599 VIZOLYA
- 1638 VISZOLYA, VISOLIA
- 1639 VISZOLYA
- 1674 VISZOLY
- 1733 VISZUJA
- 1750 VISZUA
- 1760-1762 VISZOLLYA
- 1835 VISOLYA
- 1850 VISZUYA
- 1854 VISZOLYA, GISULEA

## Galerie de imagini

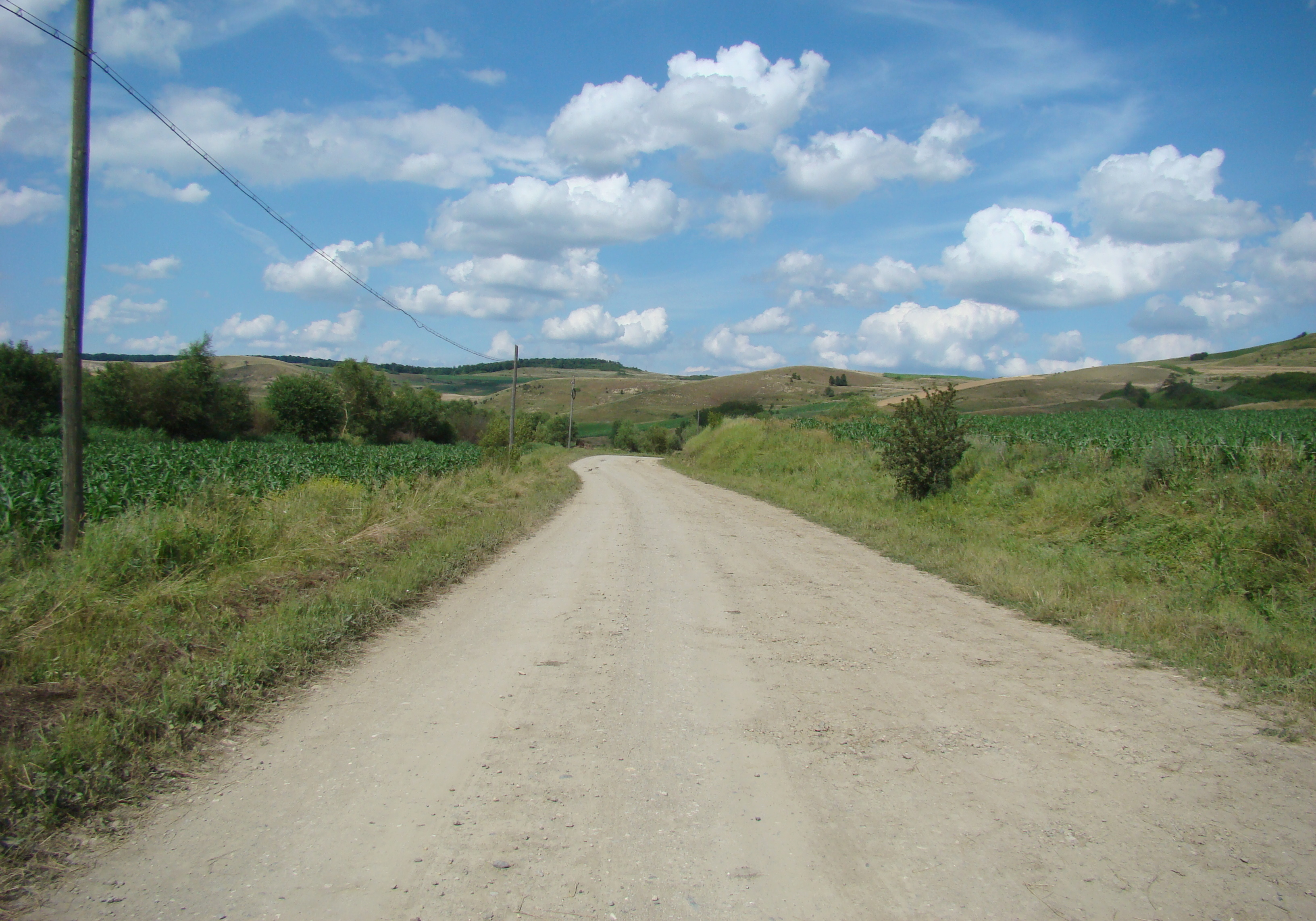
Drumul Silivașu de Câmpie-Visuia
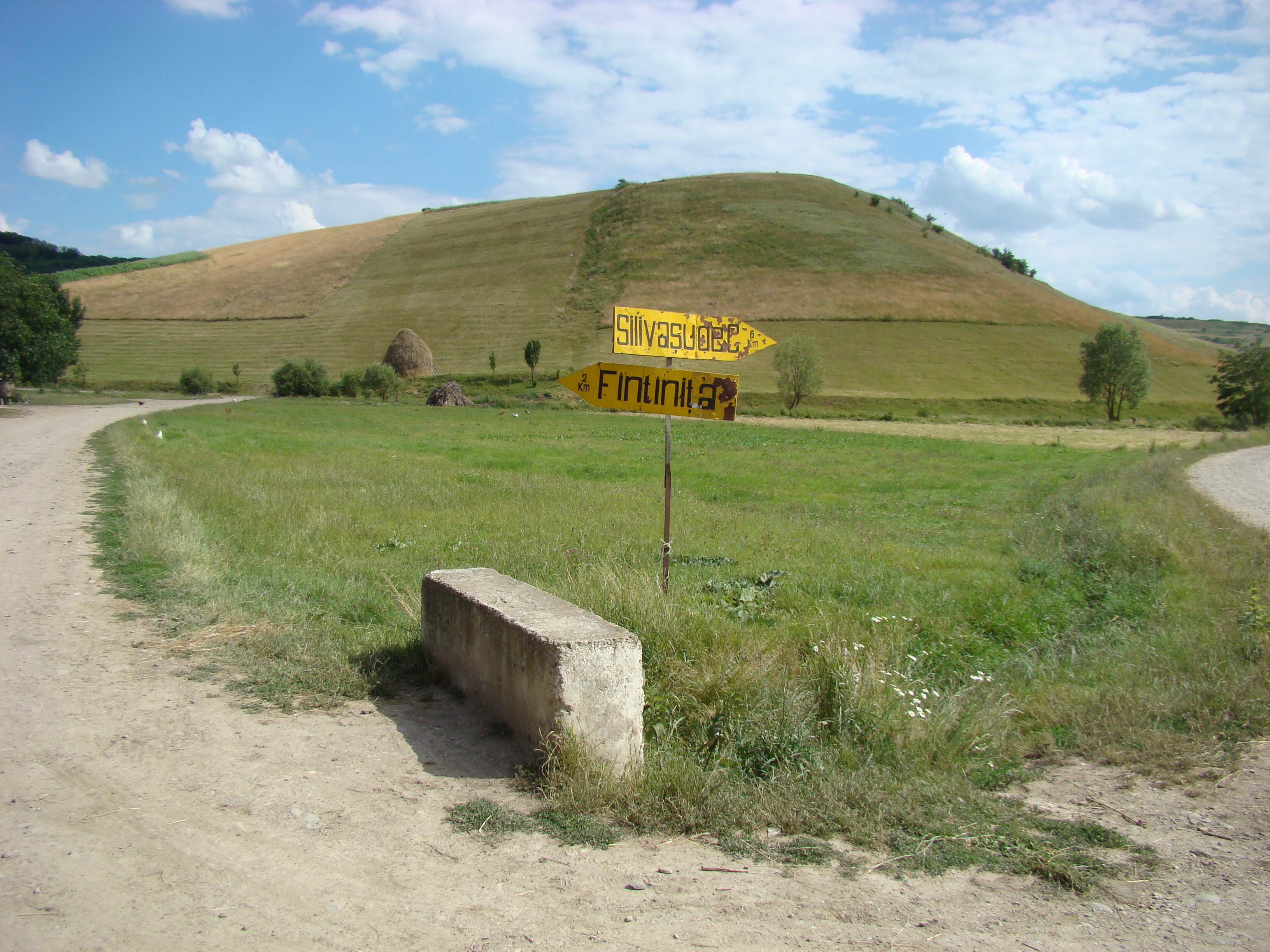
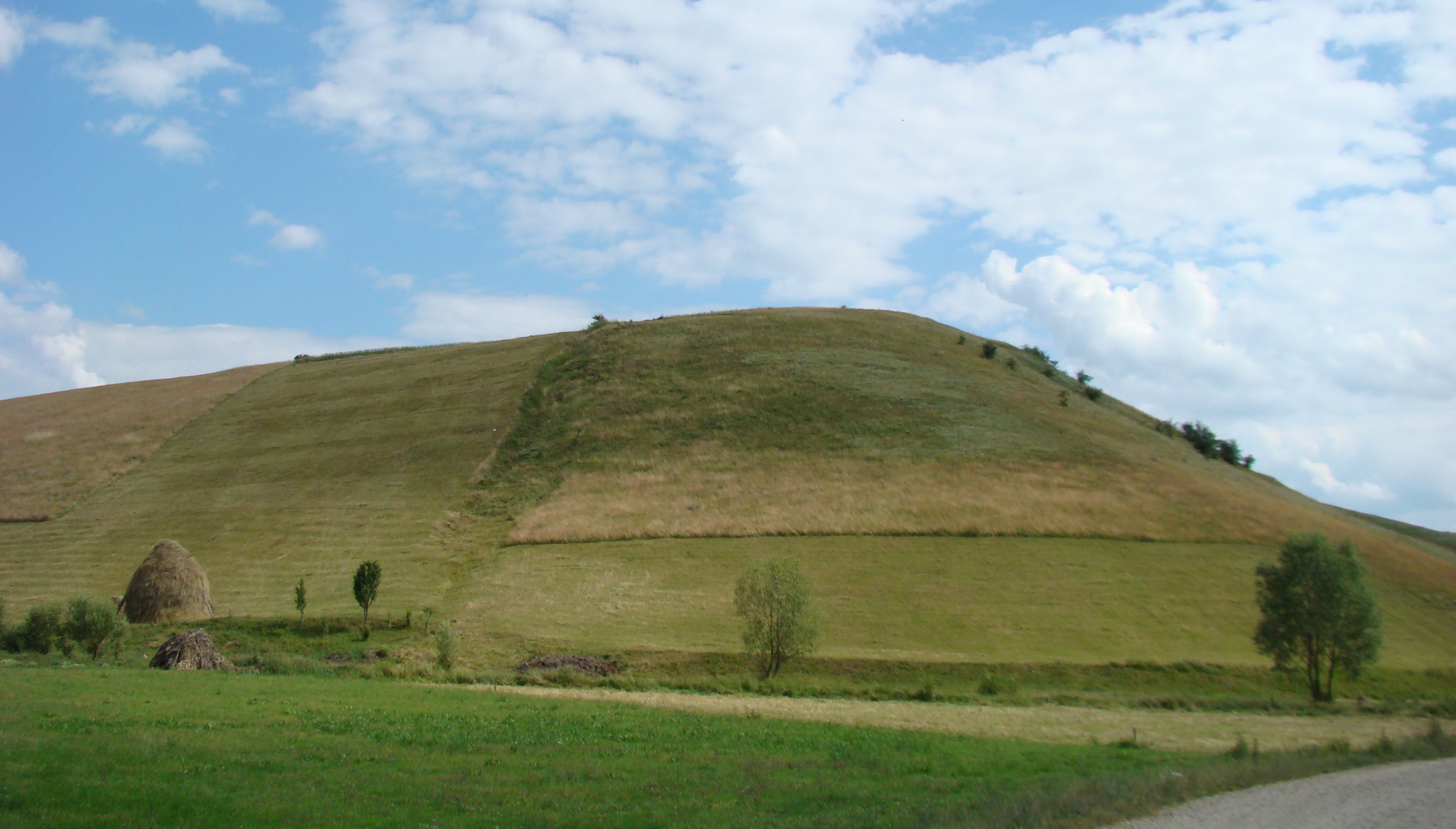
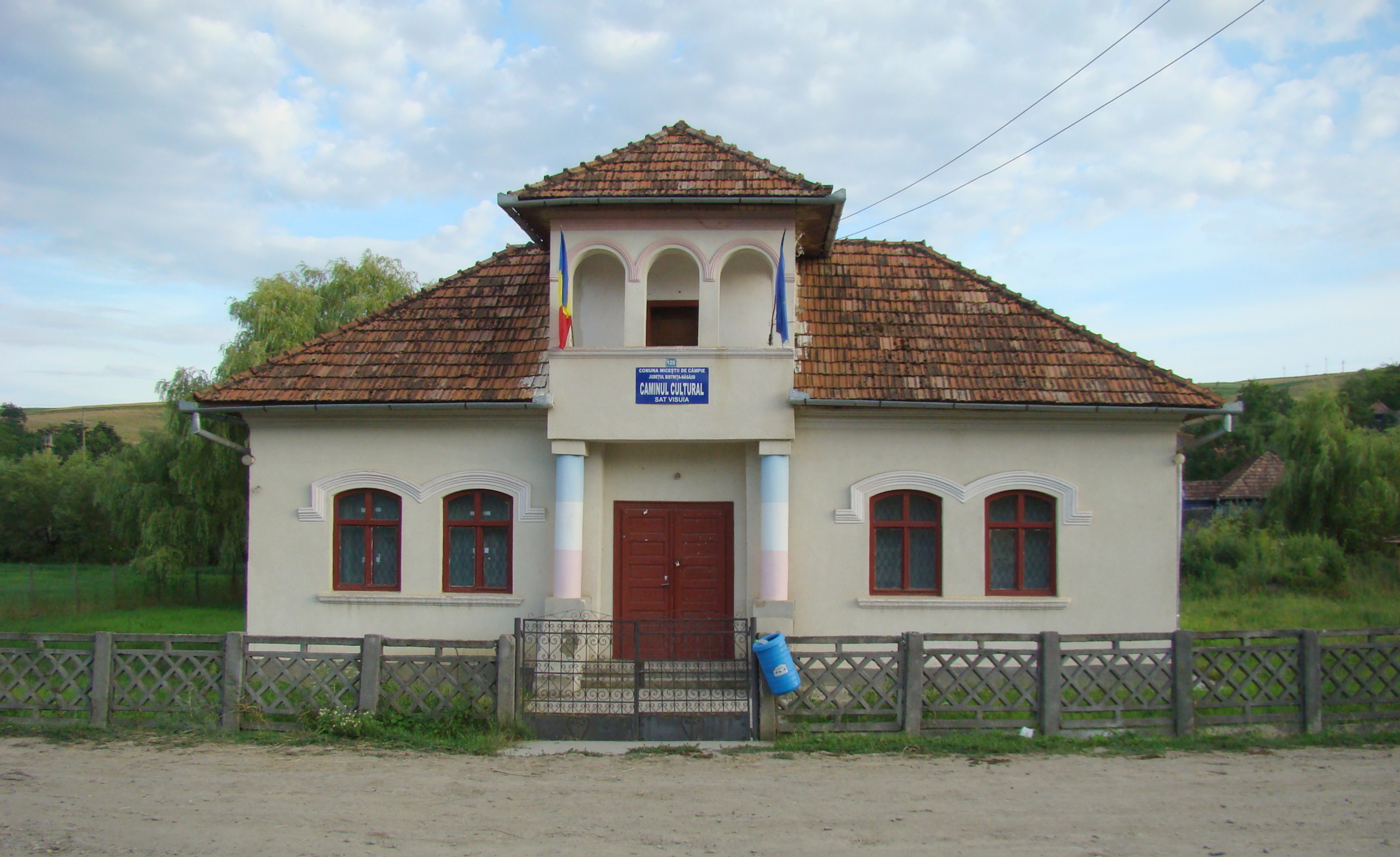
Căminul cultural
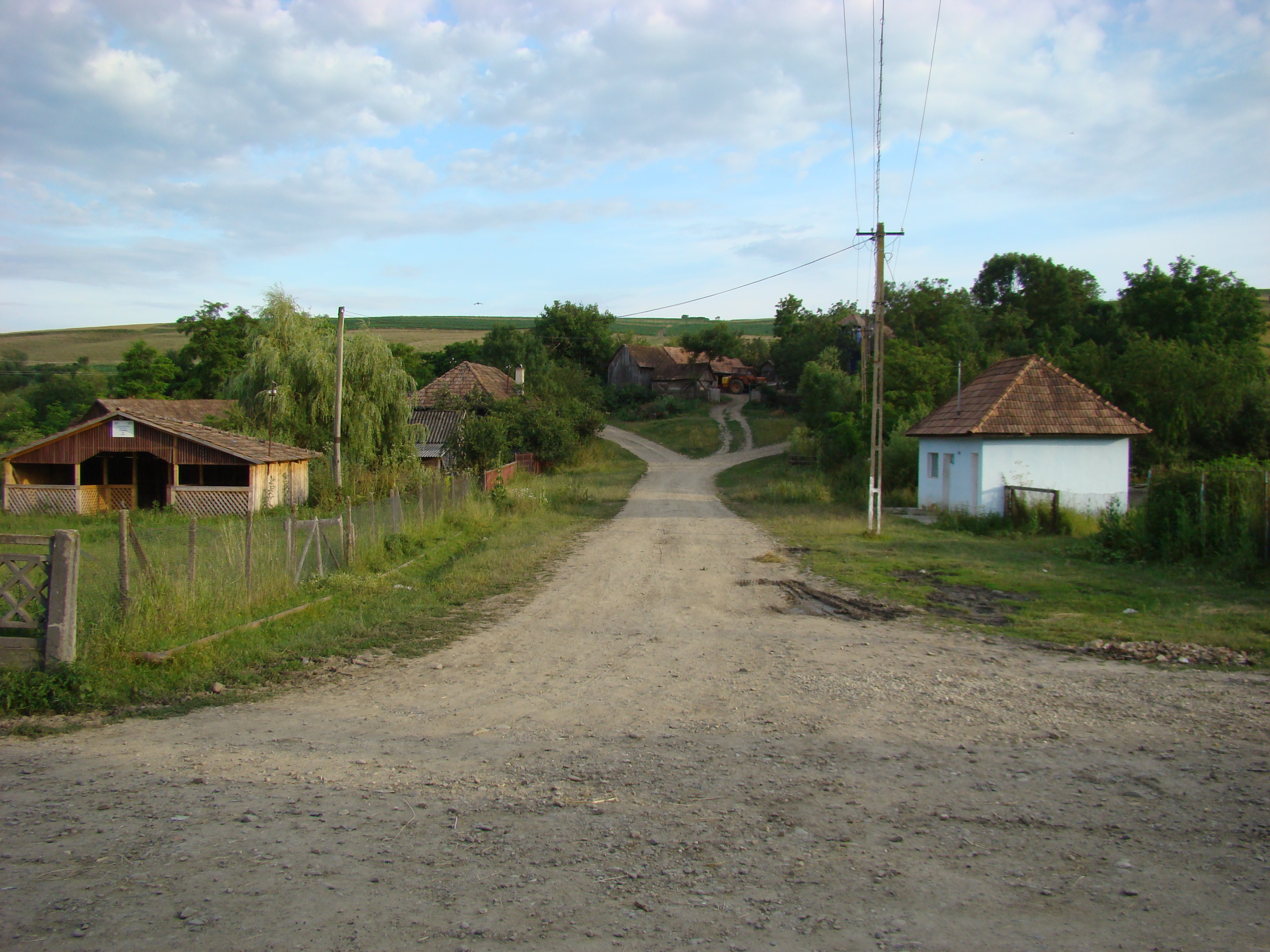
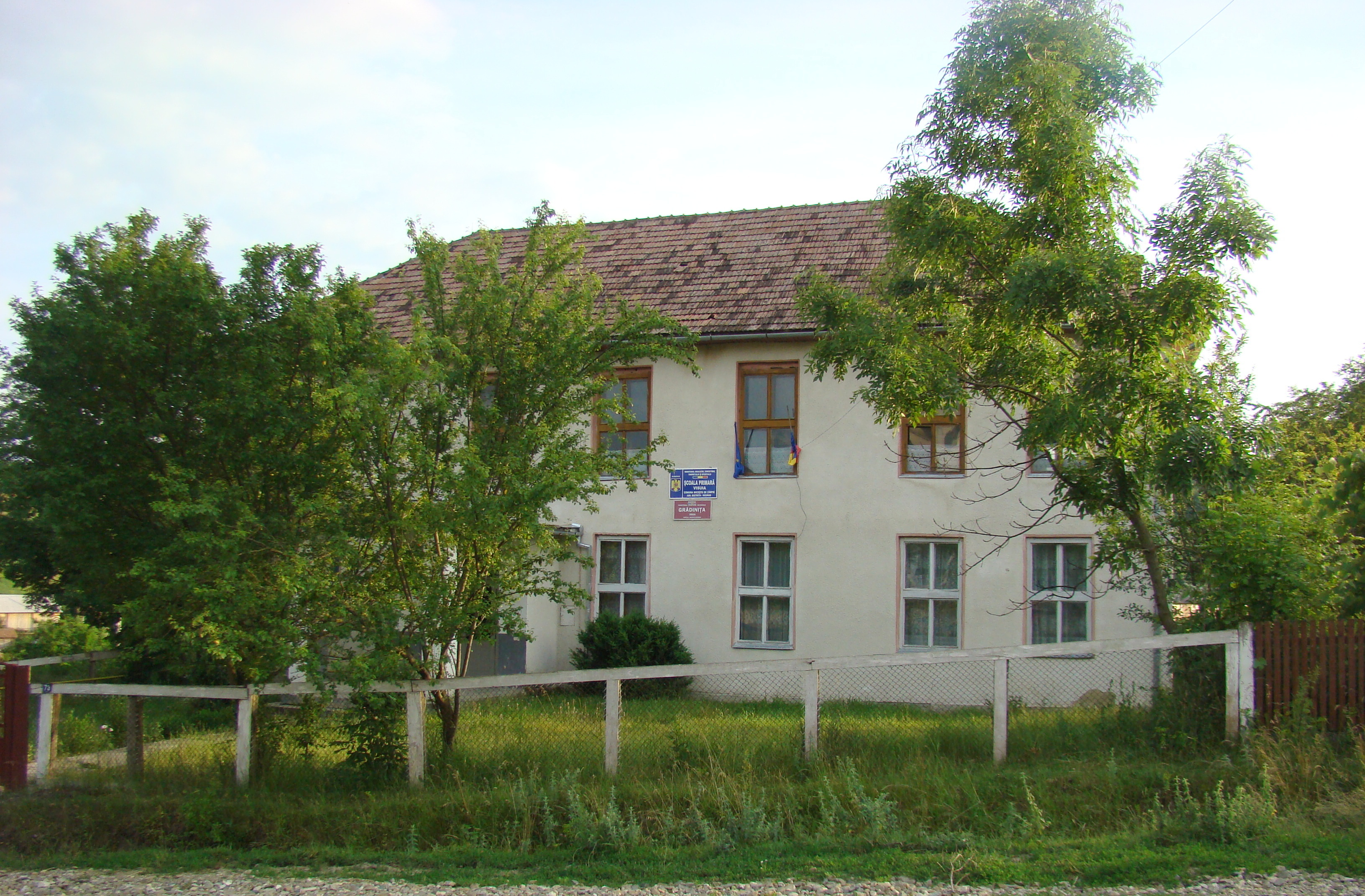
Școala și grădinița
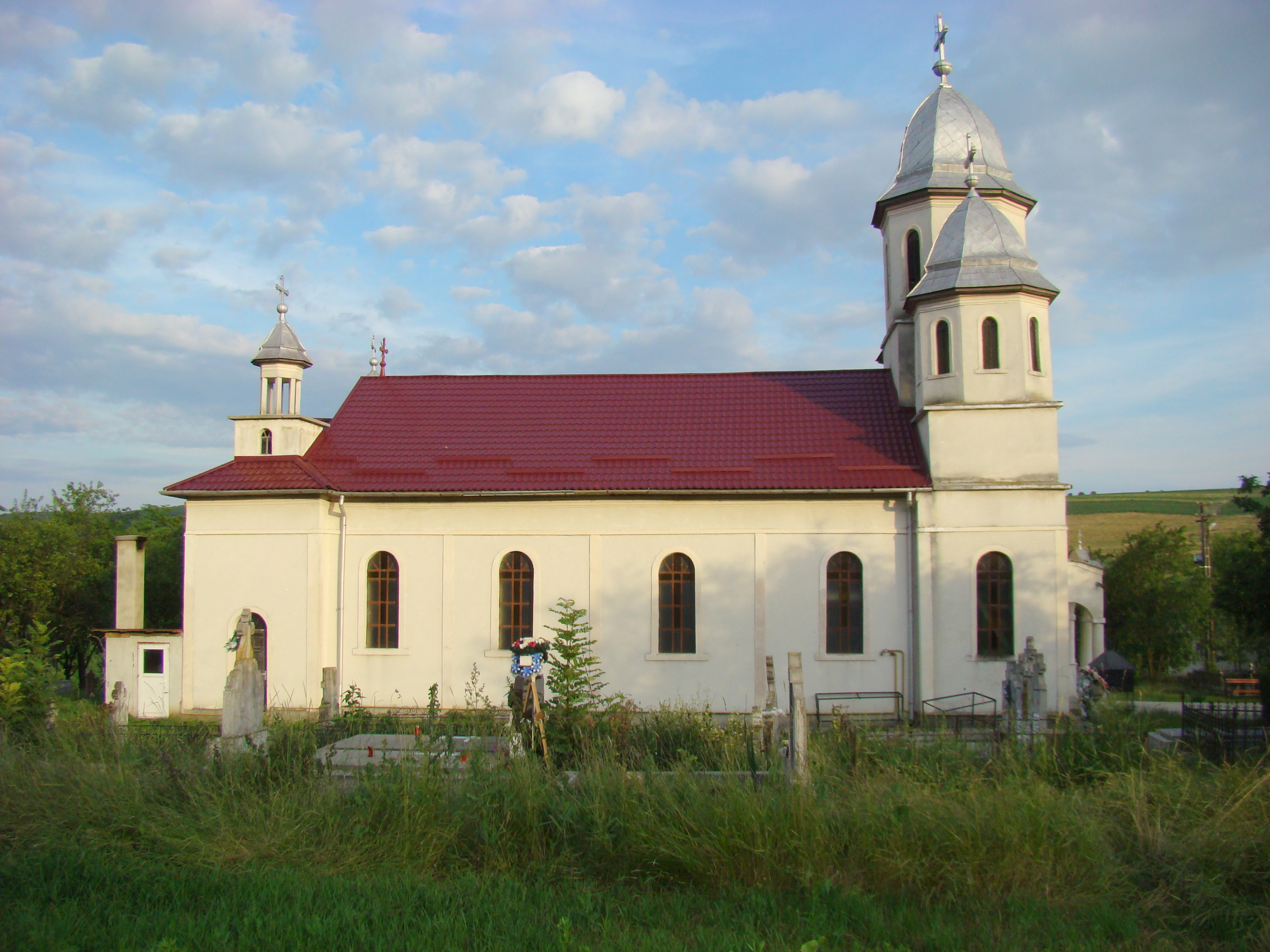
Biserica ortodoxă
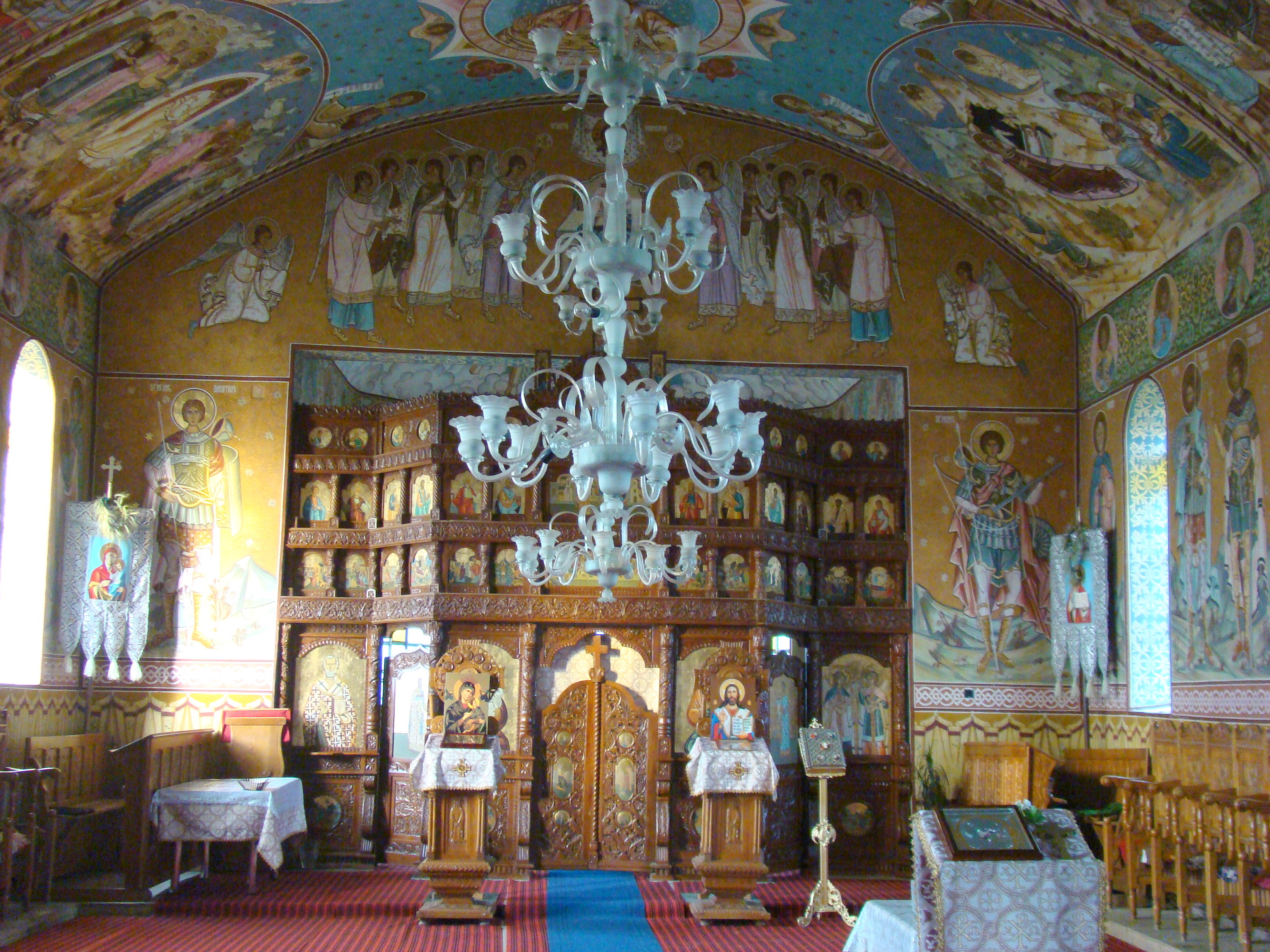
Biserica ortodoxă
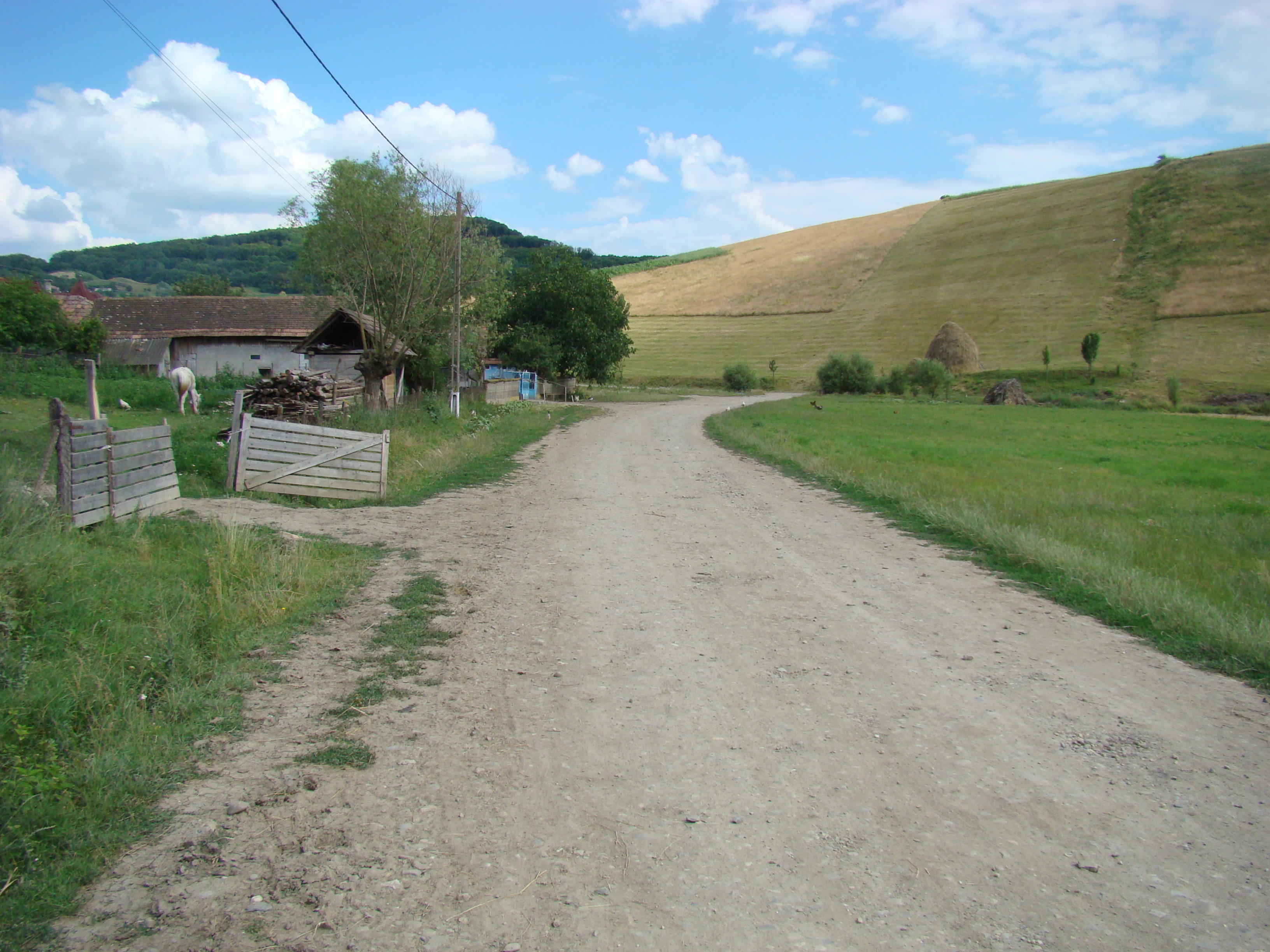
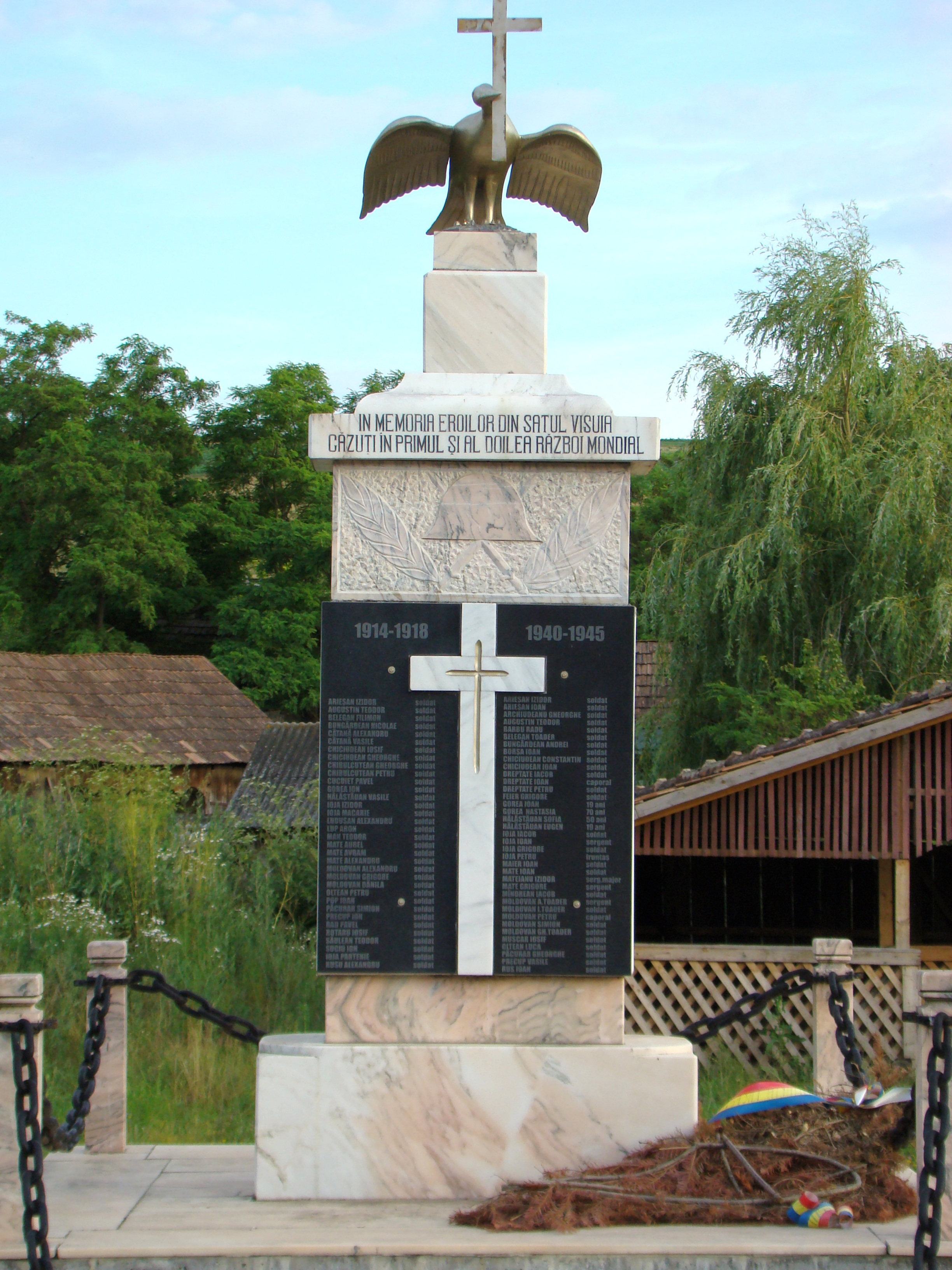
Monumentul Eroilor
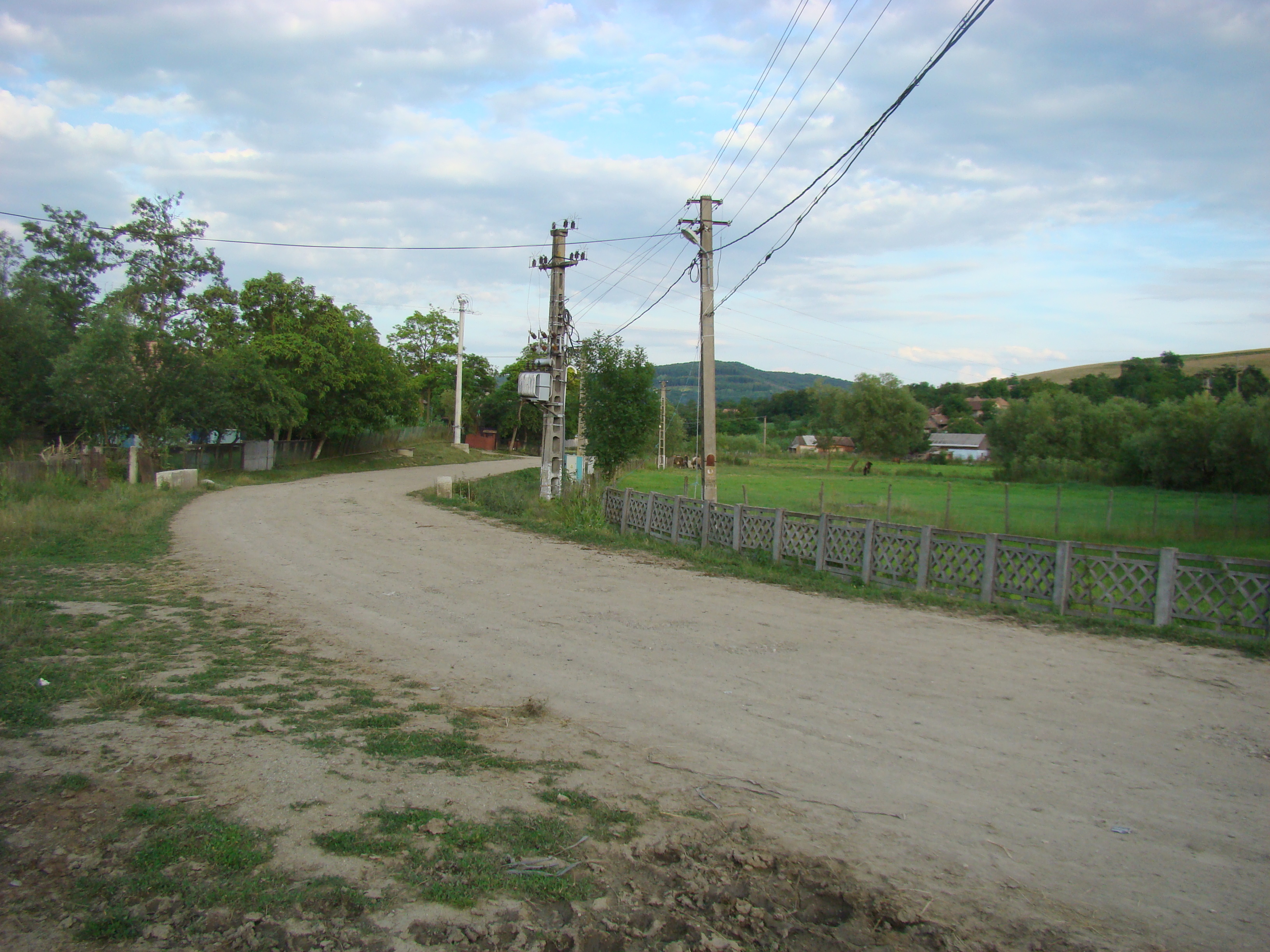
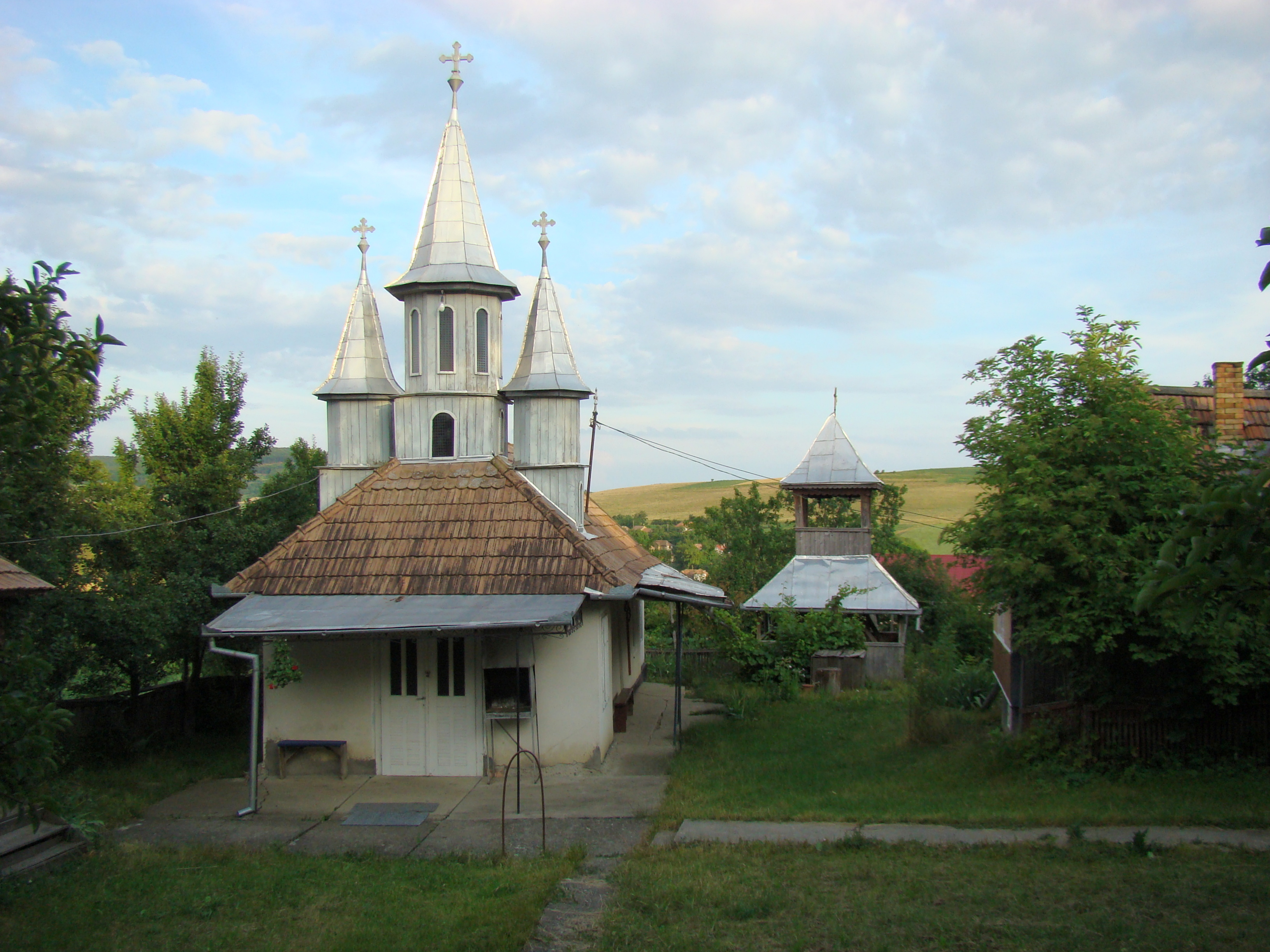
Biserica de lemn greco-catolică
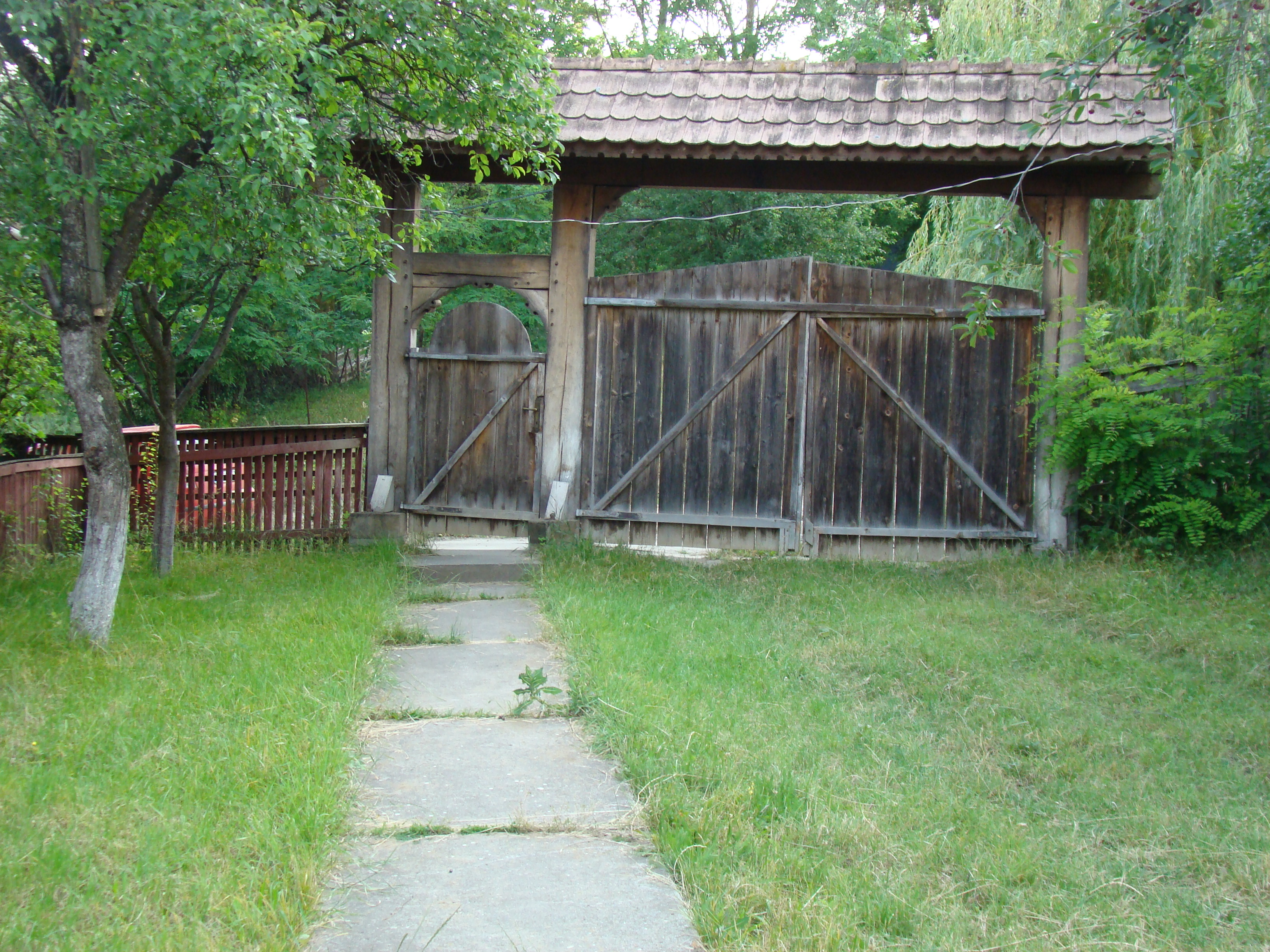
Poarta bisericii
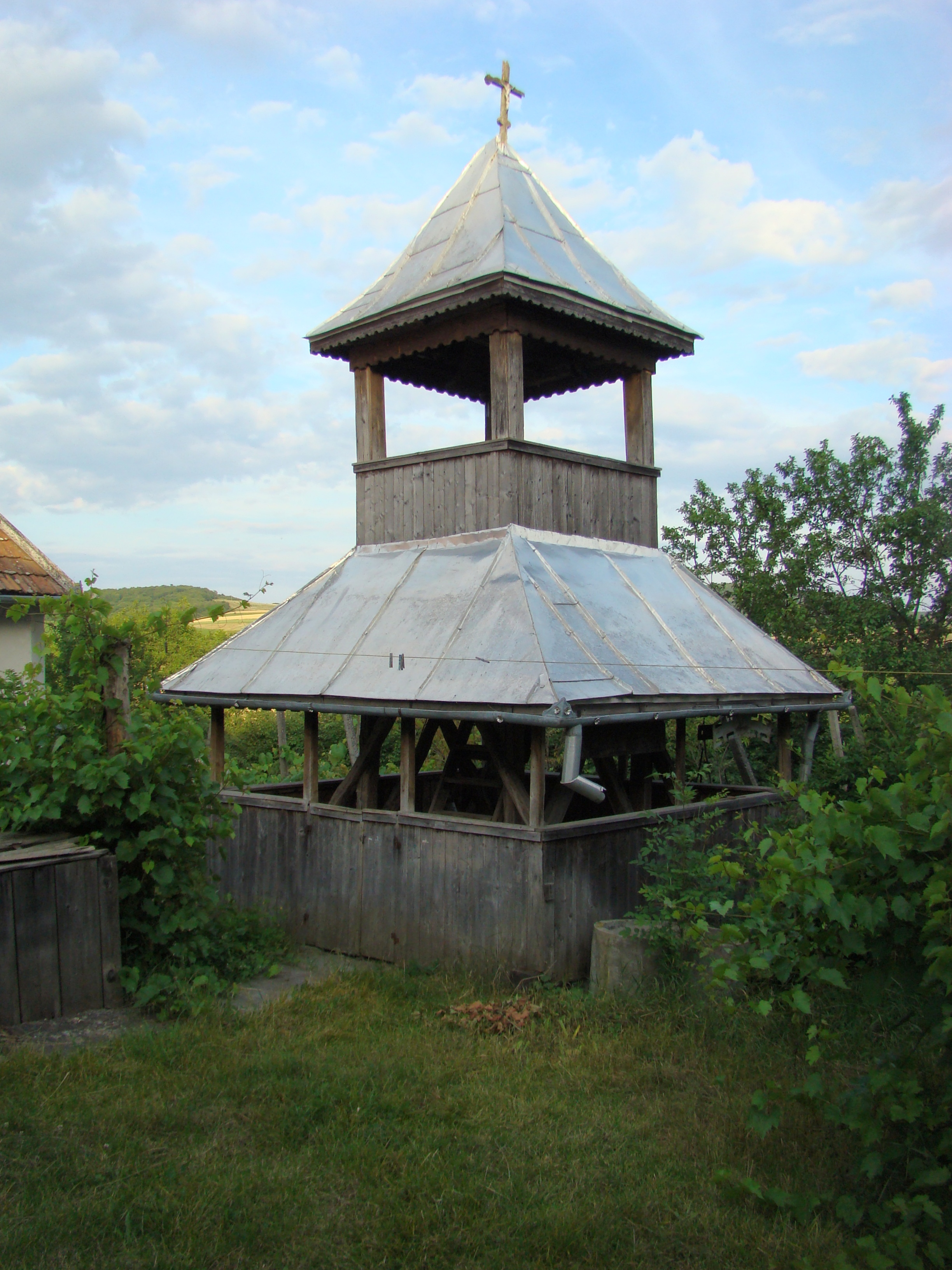
Clopotnița de lemn a bisericii greco-catolice
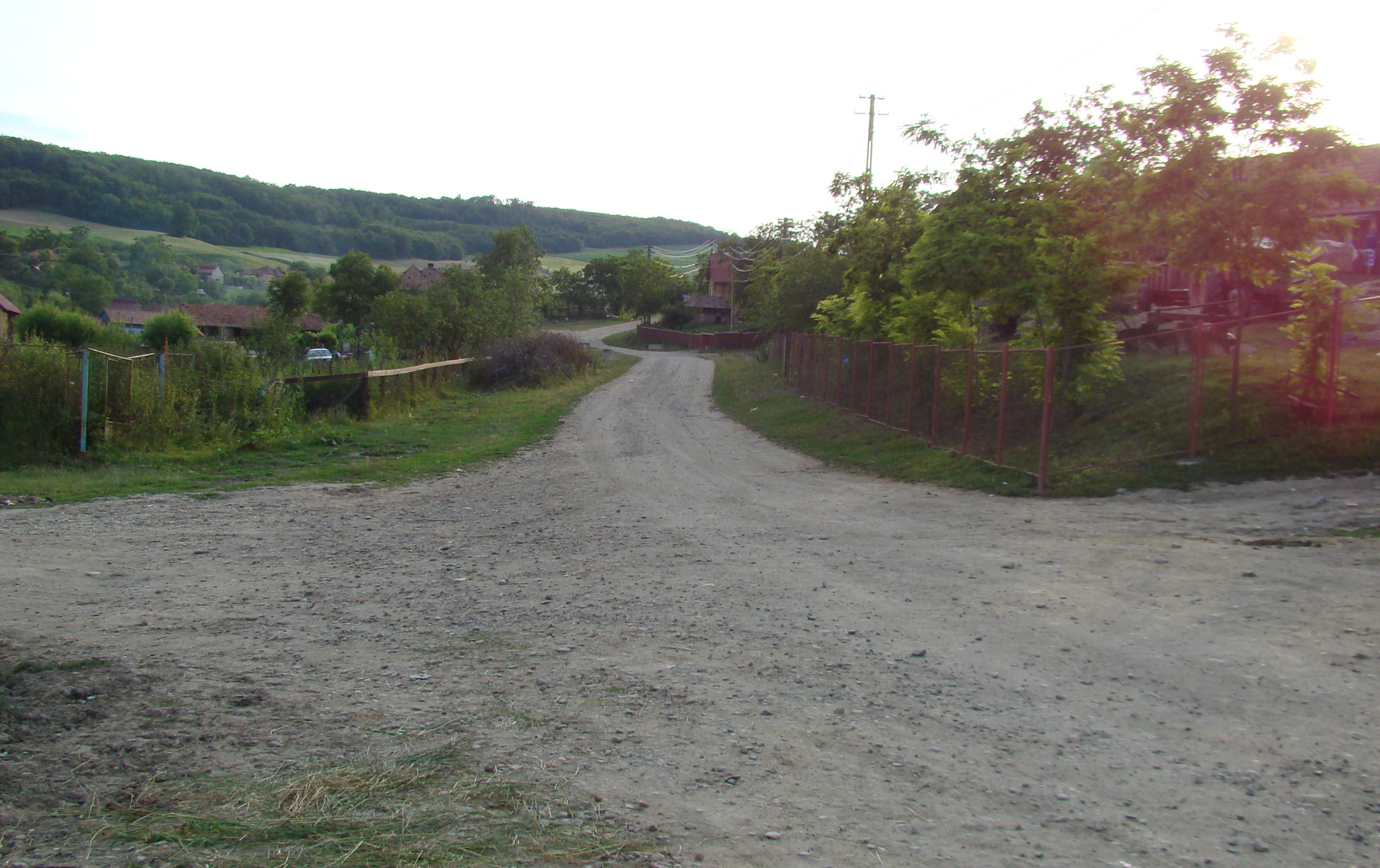
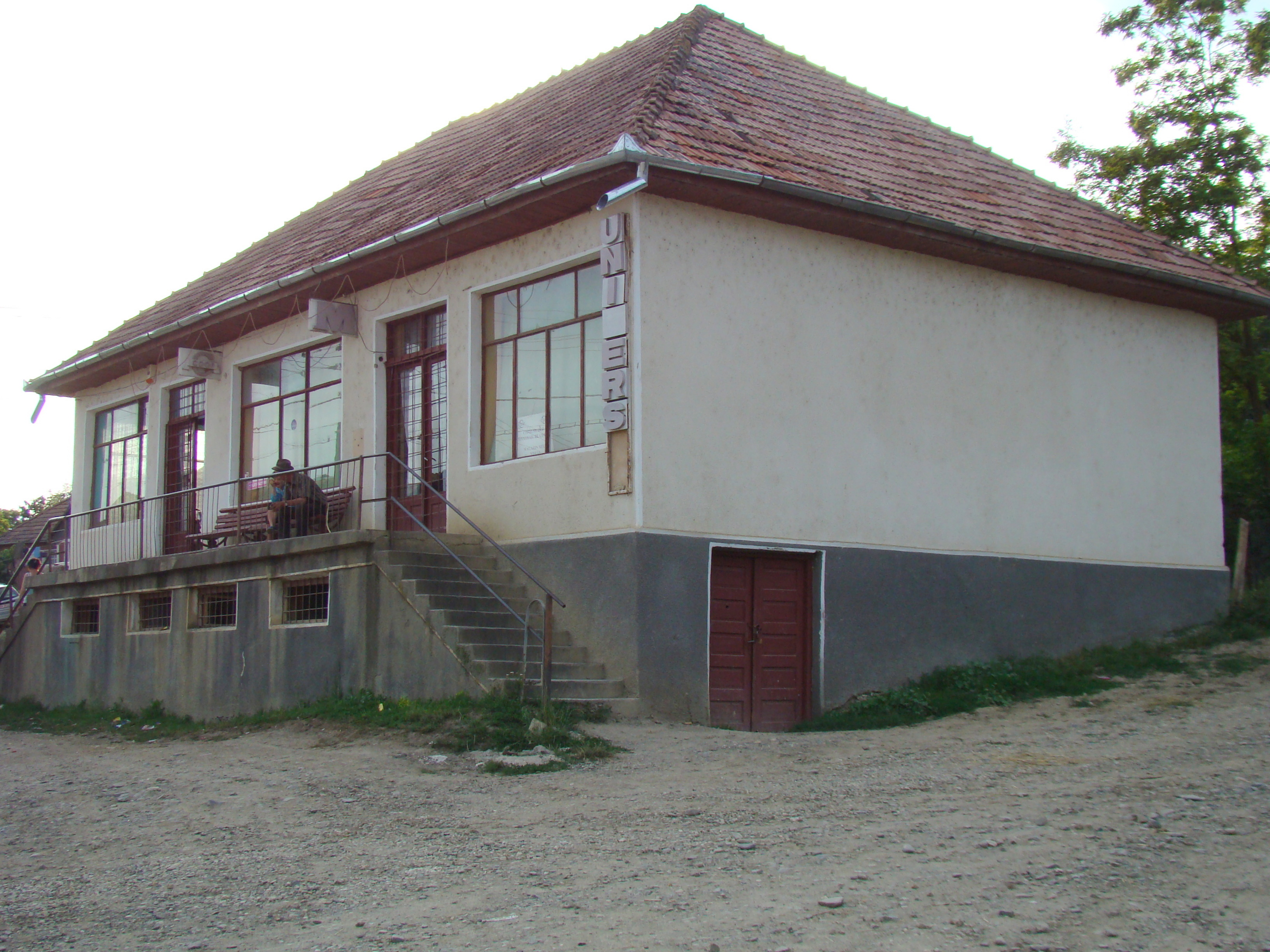
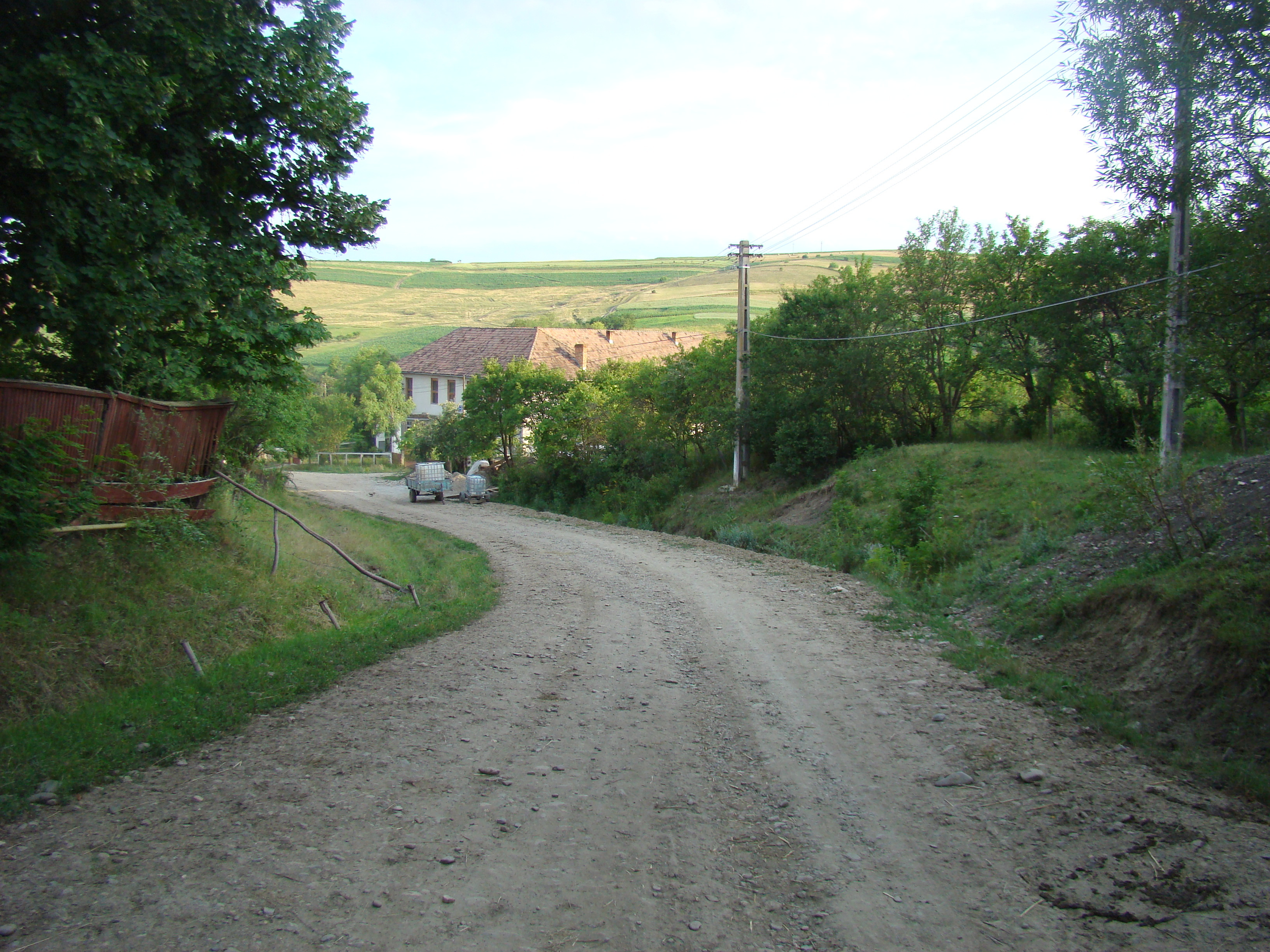
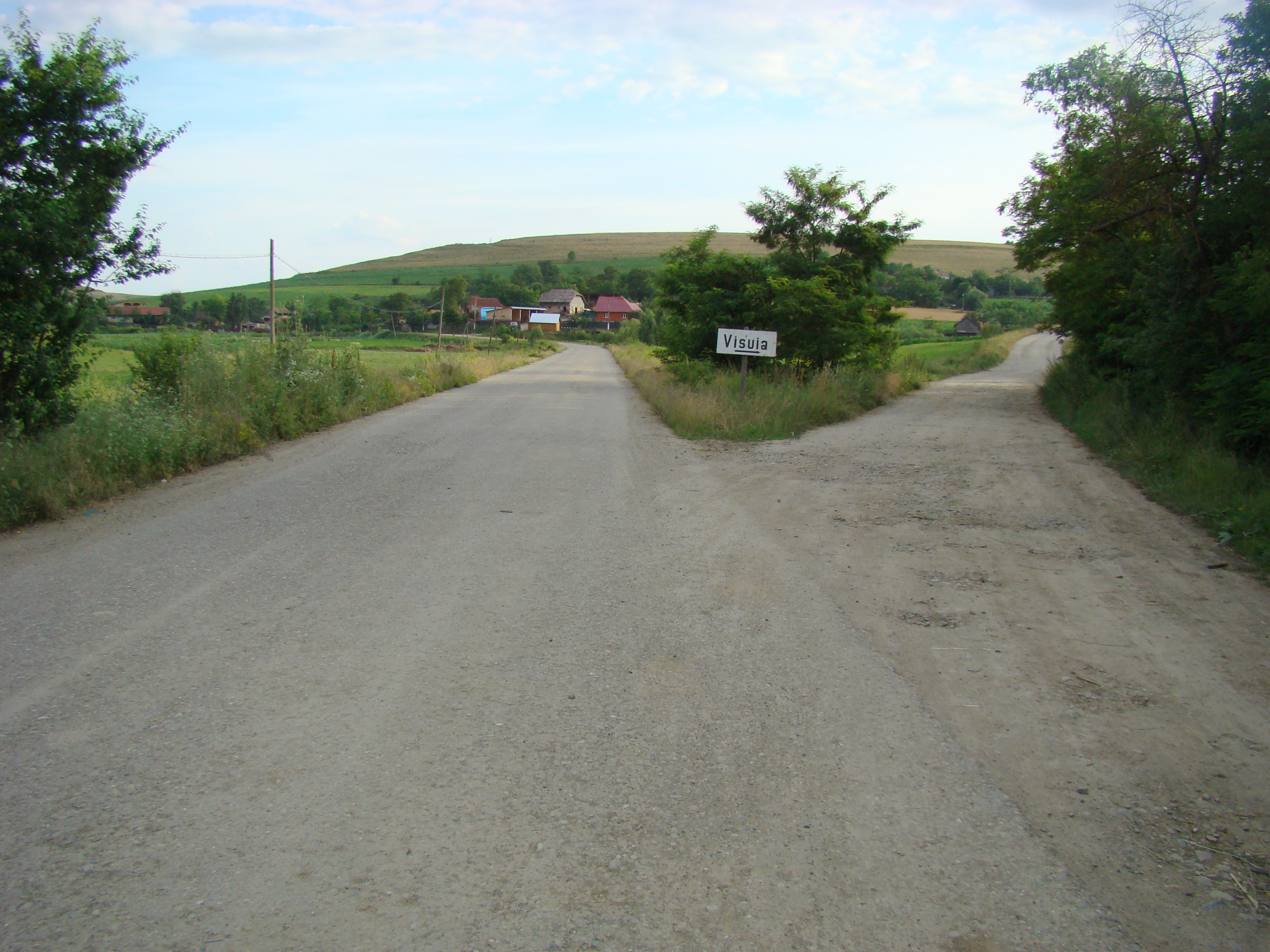
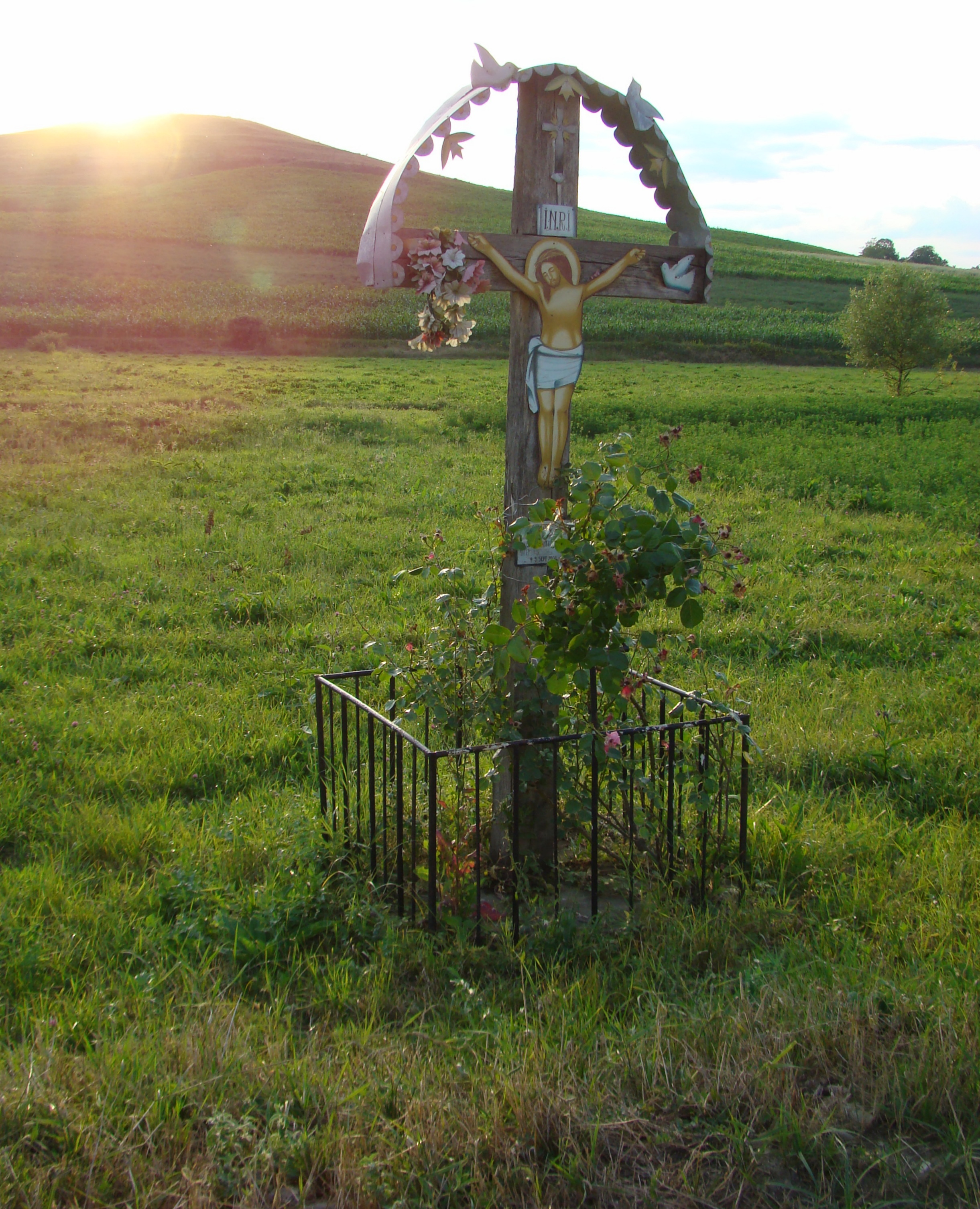
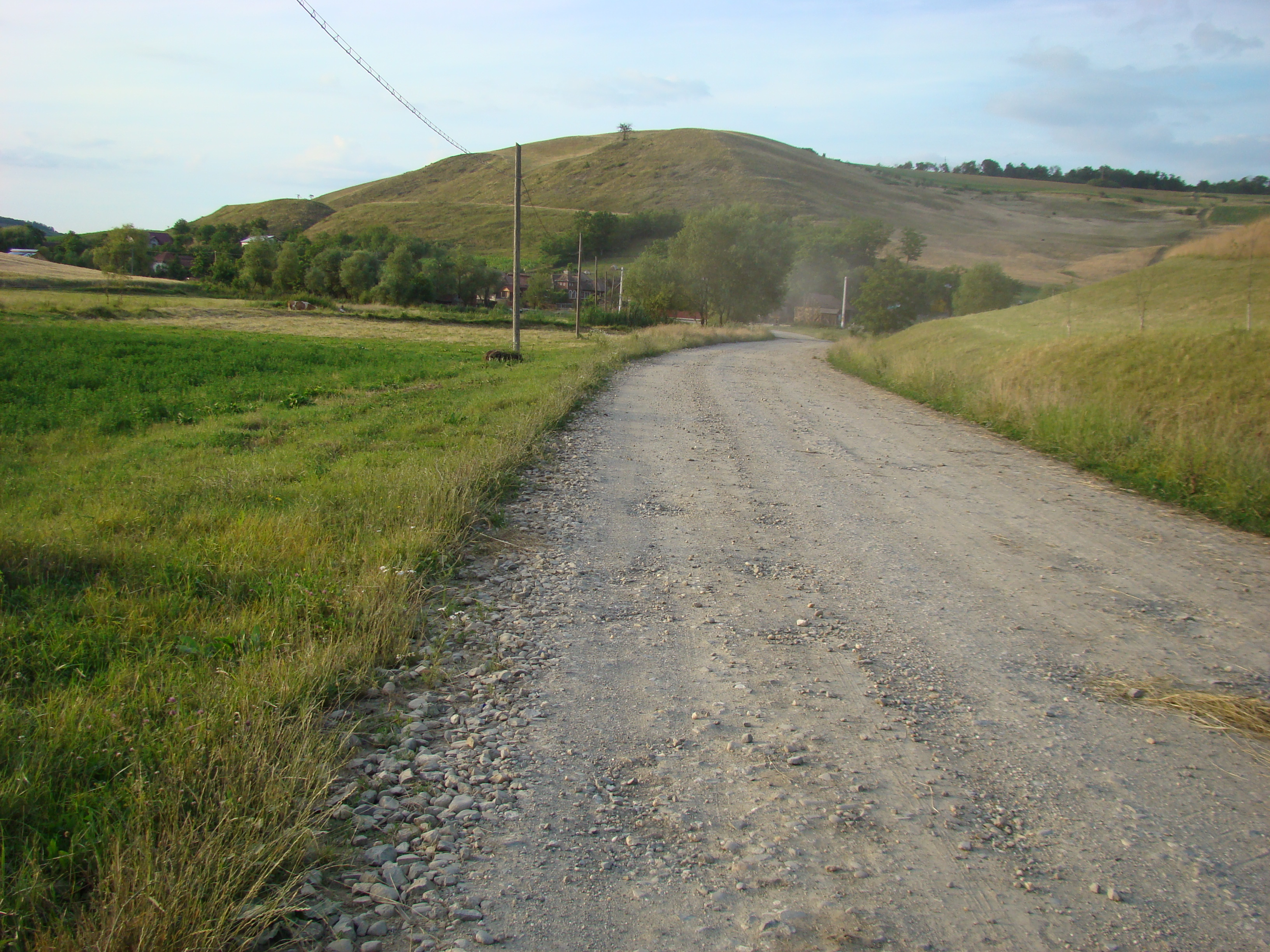